# Formica indianensis
Formica indianensis es una especie de hormiga del género Formica, familia Formicidae. Fue descrita científicamente por Cole en 1940.
Se distribuye por los Estados Unidos.

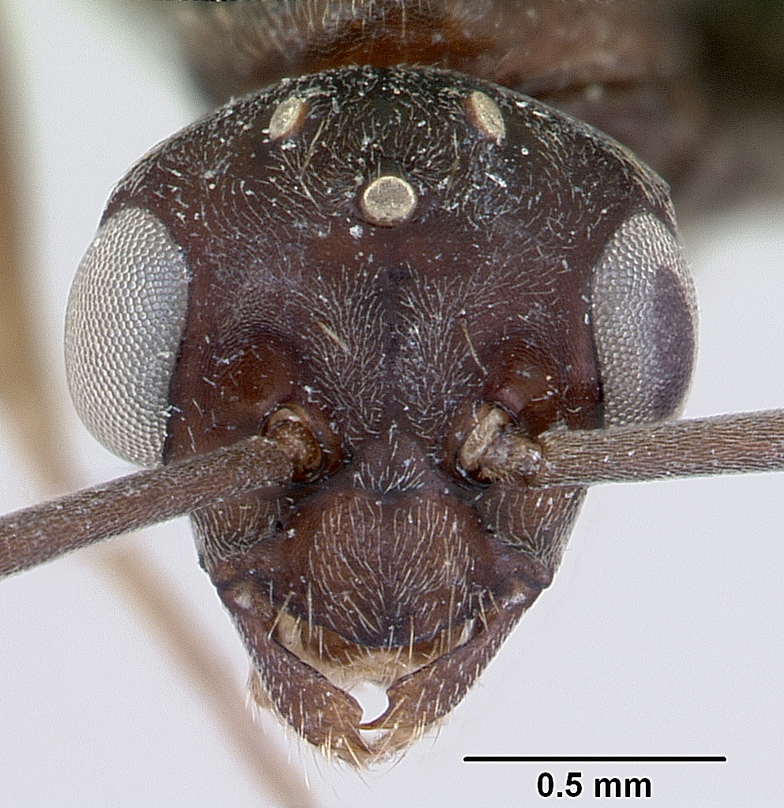
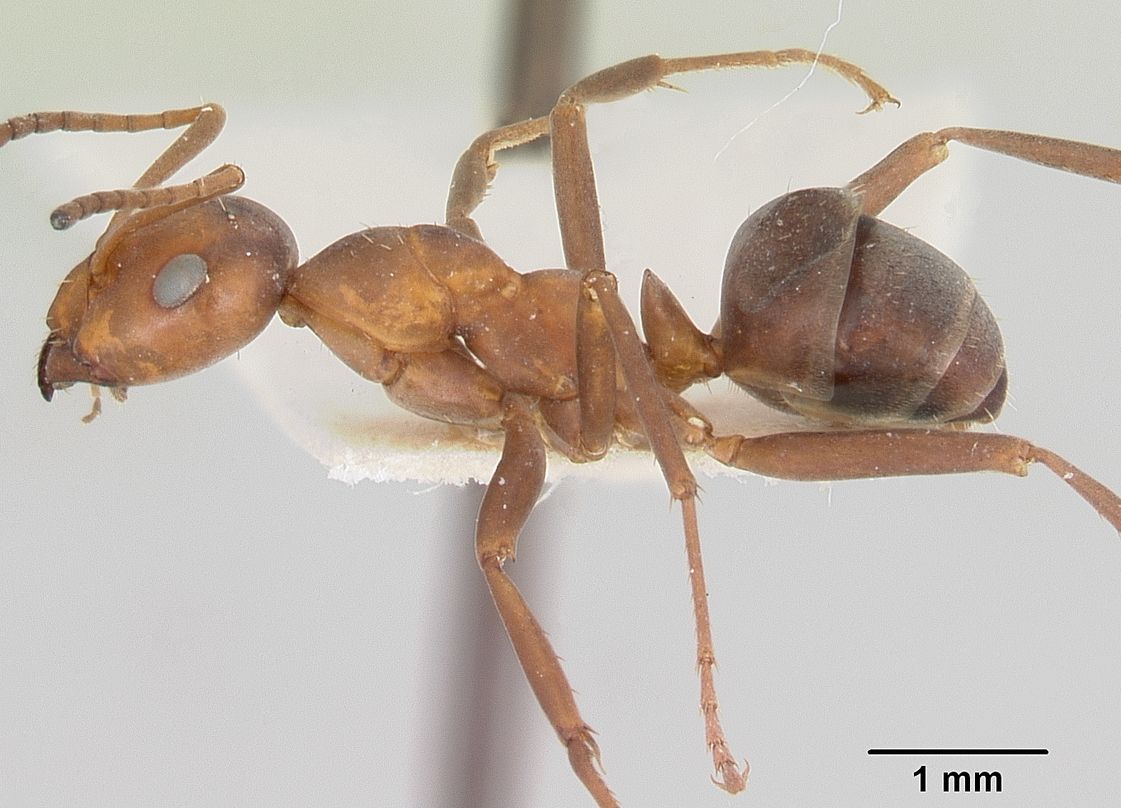
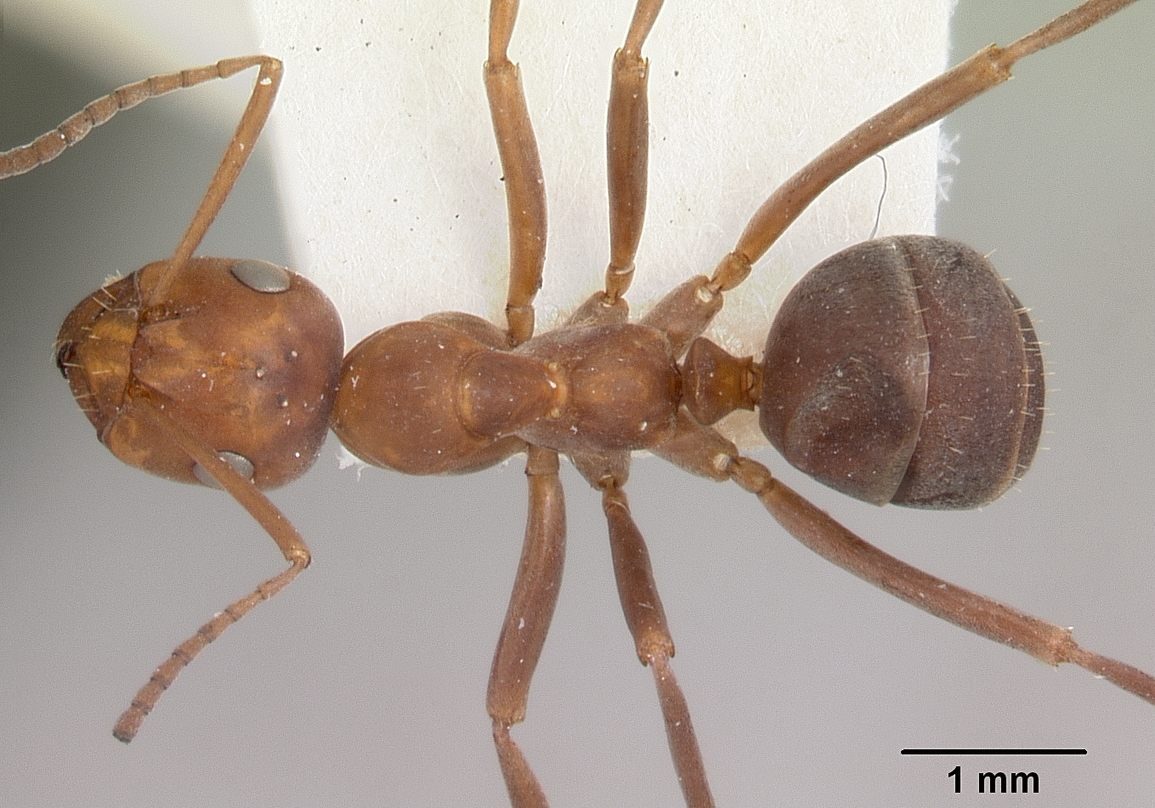
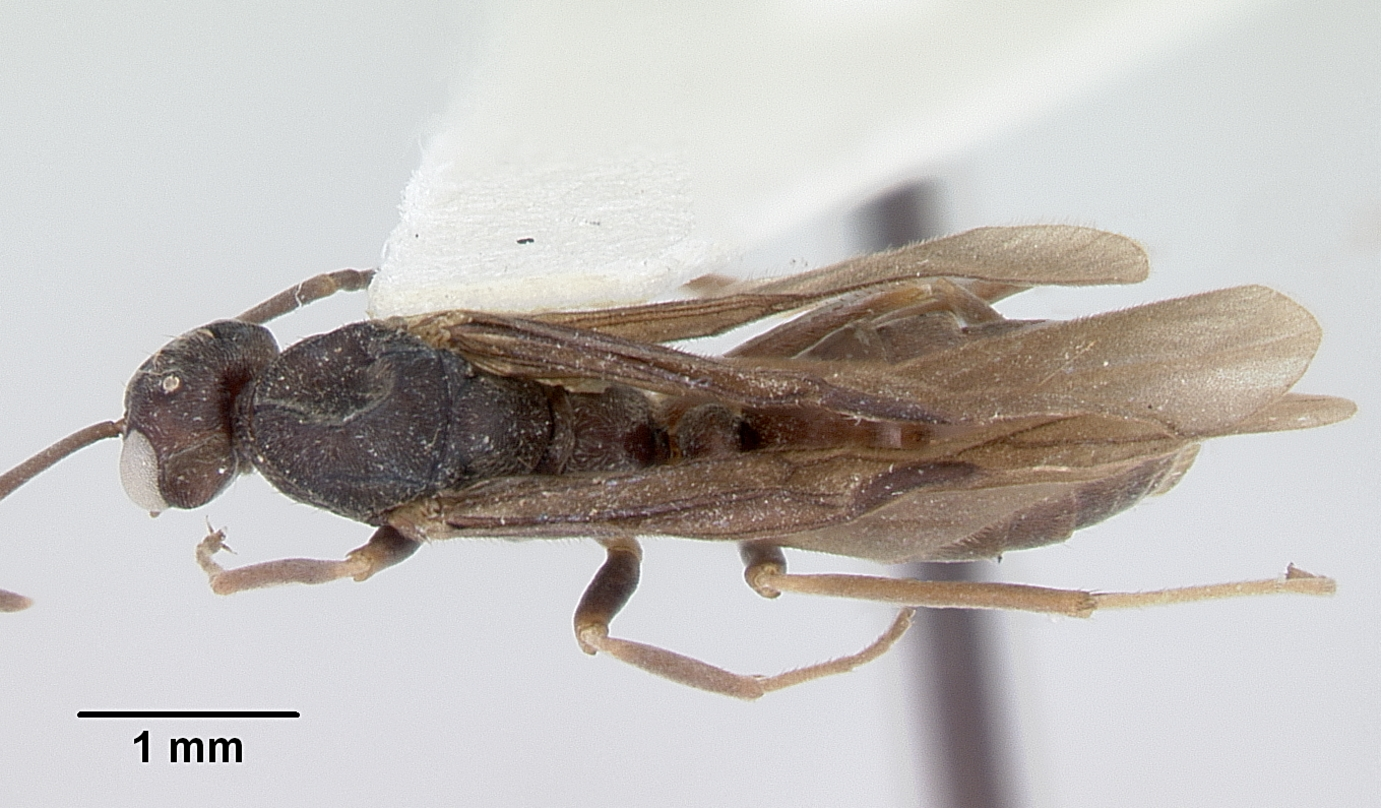